# アストラ・インターナショナル
アストラ・インターナショナル（英語: Astra International）はインドネシアのコングロマリット（複合企業）である。アストラ・インターナショナルは1957年、Tjia Kian TieとWilliam Soeryadjayaにより運用される、小規模な貿易会社として設立された。彼らは1940年代に貿易事業を始めていたが、当初はフルーツジュースや青果などの食料品、及びその他の農作物を扱う会社だった。

## 概要
アストラはインドネシア有数の規模のコングロマリットとなっている。長年に渡りアストラは成長を続けており、インドネシア国内では自動車生産台数及び販売数が最大である。また、トヨタ自動車やダイハツ工業、いすゞ自動車などの日本の自動車メーカーとも提携を結んでいる。
アストラは事業を自動車関連事業だけでなく他の分野へも拡大しており、自動車産業、金融サービス、重機、アグリビジネス、情報技術（IT）、インフラ整備という6つの中核事業を有する。また、様々な産業において複数のグローバル企業と戦略的提携を行なっている。2007年末時点において、アストラ・グループは180,000人の従業員と160の子会社を有する。
アストラ・インターナショナル（アストラ・グループ）はジャーディン・マセソンの子会社であるシンガポールのジャーディン・サイクル・アンド・キャリッジが最大株主となっている。
アストラ・インターナショナルは長年に渡り自動車生産と運輸事業を中核事業としており、この事業は2012年時点で188兆IDR（197億ドル）の総売上高の約52％を占めるなど未だに大きな割合を保っている。21世紀初のインドネシア輸入市場の開場、特にASEAN経済共同体の参加国の同業者による参加はアストラに体制の見直しを迫ることとなっている。
2003年5月、アストラ・インターナショナルはトヨタとの合弁企業であった自動車生産の子会社の保有株式のほぼすべてを売却した。この動きは会社の10億ドルの債務返済に割り当てられたものであり、これによってアストラは依然としてインドネシア国内販売額が最大の自動車販売と流通ネットワークというこれまでの主力事業に再び力を入れる事となった。
アストラ・インターナショナルはトヨタ自動車 (インドネシア国内最大の販売ブランド)、プジョー、ダイハツ工業、BMW、いすゞ自動車、日産ディーゼルと独占販売契約を結んでいる。アストラ・インターナショナルはダイハツといすゞの国内における自動車生産事業も行なっているほか、インドネシア国内販売台数が最大のオートバイメーカー、ホンダとオートバイの独占販売、生産契約を結んでいる。
また、その他の中核部門では、自動車ローンをはじめとする金融サービスは2012年度のグループ全体の売上高の5.4％を占めている。 農業ビジネスは全売上高の6.6％を、重機生産と木製品生産事業はそれぞれ全売上高の約2.5％を占めている。会社が行なっている事業のほぼ全てがインドネシア国内市場に向けたものとなっている。
1990年以降、アストラ・インターナショナルはジャカルタとスラバヤ証券取引所（現在のインドネシア証券取引所）に上場しており、2012年12月31日時点の時価総額は310.5兆IDRとなっている。

## 海外進出
PT FSCM Manufacturing Indonesia（40％）とSUNFUN Chain Co. Ltd（60％）による合弁企業、PT Astra Otoparts Tbk (IDX:AUTO) はアストラ・インターナショナルの子会社の一つであり、2011年12月9日に中国の広州市で設立された。投資額は4100万元もしくは約568.5億ルピアであり、2014年には事業が正式に開始されると予測されている。